# Saeed Murjan
Saeed Hassan Al Murjan (arabe : سعيد محمد سعيد مرجان), né le 10 février 1990 à Irbid en Jordanie, est un joueur de football international jordanien, qui évolue au poste de milieu de terrain.

## Biographie

### Carrière en sélection
Avec l'équipe de Jordanie, il possède 50 sélections, avec 5 buts inscrits, depuis 2010. 
Il figure dans le groupe des sélectionnés lors des Coupes d'Asie des nations de 2011 et de 2015. La sélection jordanienne atteint les quarts de finale de la compétition en 2011.